# Wilf Carter
Wilf Carter (18 de diciembre de 1904 - 5 de diciembre de 1996), también conocido como  Montana Slim, fue un cantante, yodeler y compositor canadiense de música country conocido como el padre de la música country canadiense, por ser el primero e inspirar a una multitud de cantantes canadienses a seguir sus pasos.

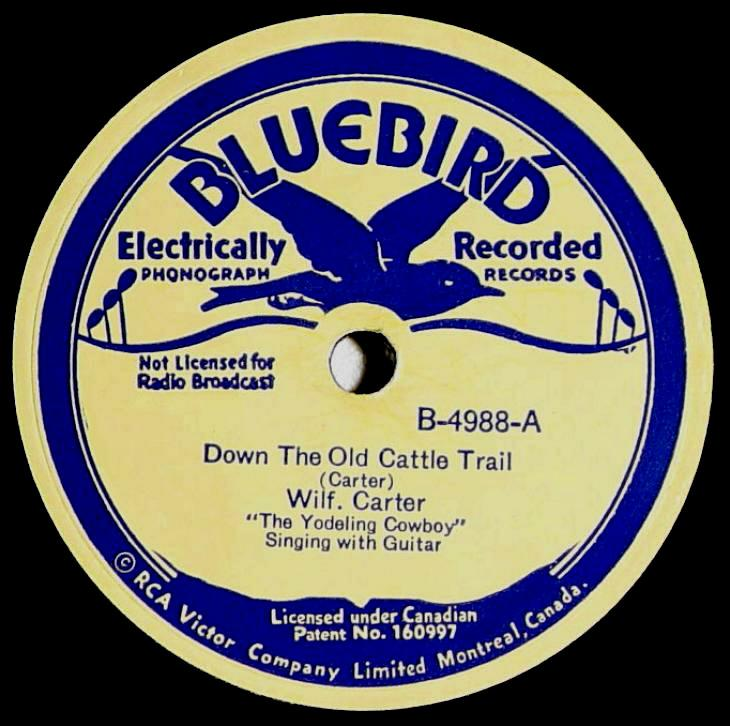
Down The Old Cattle Trail by Wilf Carter

## Discografía

### Álbumes
| Año  | Álbum                | CAN Country |
| ---- | -------------------- | ----------- |
| 1981 | My Home on the Range | 14          |

### Sencill0s
| Año  | Título                     | CAN Country | Álbum                         |
| ---- | -------------------------- | ----------- | ----------------------------- |
| 1973 | «Shoo Shoo Shoo Sha-La-La» | 60          | My Heartache's Your Happiness |
| 1976 | «Have a Nice Day»          | 27          | Have a Nice Day               |
| 1988 | «What Ever Happened»       | 91          | What Ever Happened            |